# Arkadikó
Arkadikó (Arkadiko) är en ort i Grekland.   Den ligger i prefekturen Nomós Argolídos och regionen Peloponnesos, i den sydöstra delen av landet, 80 km sydväst om huvudstaden Aten. Arkadikó ligger 287 meter över havet och antalet invånare är 241.
Terrängen runt Arkadikó är kuperad.Runt Arkadikó är det ganska glesbefolkat, med 23 invånare per kvadratkilometer. Närmaste större samhälle är Nafplion, 13,7 km väster om Arkadikó. 